# Philippe Pottier
Philippe Marcel Pottier (* 9. Juli 1938 in Monthey; † 22. September 1985 in Genf) war ein Schweizer Fussballspieler. Er nahm an der Fussballweltmeisterschaft 1962 teil.

## Karriere

### Verein
Pottier begann in seinem Geburtsort in der Jugend des FC Monthey mit dem Fussballspielen. Bereits mit 16 Jahren rückte der nur 1,64 Meter kleine Stürmer in die erste Mannschaft auf. Bei einem Spiel fiel er Charles Antenen auf, der ihn 1956 zum FC La Chaux-de-Fonds holte. Mit den Westschweizern gewann Pottier zweimal den Schweizer Cup.
1961 wechselte er nach Frankreich zu Stade Français, wo er zwei Jahre lang gemeinsam mit seinem Nationalmannschaftskollegen Norbert Eschmann spielte. Gleich in seiner ersten Spielzeit gelangen ihm 13 Treffer in der Division 1. Bis 1966 bestritt Pottier 145 Spiele für den Hauptstadtverein, in denen er 49 Tore erzielte. Danach spielte er ein Jahr beim SCO Angers, mit dem er die Saison 1966/67 auf dem 3. Platz abschloss.
1967 kehrte Pottier in die Schweiz zurück, wo er sich dem Servette FC anschloss. Mit den Genfern gewann er 1971 noch einmal den Schweizer Cup, wurde im Final gegen den FC Lugano jedoch erst kurz vor Ende des Spiels eingewechselt. Anschliessend verbrachte er noch zwei Spielzeiten beim Étoile Carouge FC in der Nationalliga B, wo er 1973 seine aktive Laufbahn beendete.
Nach dem Ende seiner Spielerkarriere übernahm er den Trainerposten bei Étoile Carouge. 1975 verpasste er mit dem Klub die Aufstiegsrunde zur Nationalliga A nur um einen Punkt. Am Ende der Saison 1975/76, in der Étoile Carouge auf dem dritten Platz liegend den Aufstieg nur um drei Punkte verpasste, beendete Pottier seine Tätigkeit als Trainer.

### Nationalmannschaft
Pottier debütierte am 7. Mai 1958 beim 2:3 in einem Freundschaftsspiel gegen Schweden in der Schweizer Nationalmannschaft.
Anlässlich der Weltmeisterschaft 1962 in Chile berief ihn Nationaltrainer Karl Rappan in das Schweizer Kader. Pottier kam im ersten Gruppenspiel gegen den Gastgeber zum Einsatz. Nach drei Niederlagen schied die Schweiz nach der Vorrunde aus dem Turnier aus.
Sein letztes von insgesamt 16 Länderspielen, in denen er ohne Torerfolg blieb, bestritt Pottier am 18. Juni 1966 beim 1:1 im Freundschaftsspiel gegen Mexiko im Stade Olympique de la Pontaise in Lausanne.

## Persönliches
Am 22. September 1985 verstarb Philippe Pottier nach langer Krankheit. Seit 2006 ist das Stadion seines Heimatvereins FC Monthey nach ihm benannt.

## Erfolge
- Schweizer Cupsieger: 1957, 1961, 1971